# كلادينة بيضوية
كلادينة بيضوية (الاسم العلمي:Caladenia ovata) هي نوع من النباتات تتبع جنس الكلادينة من الفصيلة السحلبية.